# Верхнеколымский улус
Верхнеколы́мский улус (райо́н) (якут. Үөһээ Халыма улууhа) — административно-территориальная единица район и муниципальное образование (муниципальный район) в Республике Саха (Якутия) Российской Федерации.
Административный центр — посёлок городского типа Зырянка.

## История
Район образован 30 апреля 1954 года.
Документальная (писаная) история района начинается с 1647 года, после того как в 1643 году объединённые отряды Семёна Дежнёва, Дмитрия Зыряна и Михаила Стадухина направлились с Алазеи на Колыму. В 1647 году на берегу реки Ясачной, впадающей в Колыму, было построено первое Верхнеколымское зимовье, позже ставшее казачьим острогом и крепостью, затем селом.
Сюда в 1826 году был доставлен декабрист Михаил Александрович Назимов.
С 1868 года село Верхнеколымск стало центром христианизации местного населения.
Новая страница в истории Верхнеколымского района открылась в 30-е годы XX века с началом промышленного освоения месторождения каменного угля на реке Зырянка. История развития Зырянского угольного бассейна начинается с 1936 года, когда на-гора были выданы первые 8,5 тысяч тонн угля шахтёрами Дальстроя. В то время Верхнеколымский регион входил в орбиту деятельности «Дальстроя НКВД СССР». В его ведомство входили Зырянский угольный разрез, Колымо-Индигирское пароходство, основанное в 1932 году, исправительно-трудовые лагери, подсобные сельскохозяйственные предприятия. Развитие угольной промышленности и пароходства привлекло за собой возникновение новых рабочих посёлков Зырянка, названная по фамилии первопроходца Дмитрия Зыряна, и Угольное.

## География
Расположен на северо-востоке республики. Большая часть территории района занята Колымской низменностью. На востоке расположено Юкагирское плоскогорье, а на западе — отроги хребта Черского. На юго-западе — хребет Арга-Тас, Осалинский кряж, на северо-западе — Ожогинский дол. Площадь района — 67,8 тыс. км². Соседями являются Момский, Абыйский, Среднеколымский районы и Среднеканский район Магаданской области. Климат в районе резко континентальный, с холодной, продолжительной зимой и коротким, сравнительно тёплым, летом. Колебания температуры больше 90 градусов, а среднегодовая
температура отрицательная (-11,7 градусов по Цельсию).
Крупная река — Колыма с многочисленными притоками: Ясачная, Зырянка, Ожогина и др. Множество озёр, крупнейшие из них приурочены к долине реки Ожогина: Улахан-Эбе, Арга-Наму-Кюель, Артёх, Намы, Оргуллах, а также озёра Зырянка, Муна 2-е и Сокурдах в пойме Колымы.

## Население
| 1970  | 1979  | 1989    | 2002  | 2009  | 2010  | 2011  | 2012  | 2013  |
| ----- | ----- | ------- | ----- | ----- | ----- | ----- | ----- | ----- |
| 6583  | ↗8415 | ↗10 072 | ↘5653 | ↘4753 | ↘4723 | ↘4703 | ↘4558 | ↘4435 |
| 2014  | 2015  | 2016    | 2017  | 2018  | 2019  | 2020  | 2021  | 2022  |
| ↘4317 | ↘4287 | ↗4288   | ↘4220 | ↘4123 | ↘4049 | ↘4003 | ↘3803 | ↘3764 |
| 2023  |       |         |       |       |       |       |       |       |
| ↘3748 |       |         |       |       |       |       |       |       |

### Урбанизация
В городских условиях (пгт Зырянка) проживают  65,5 % населения района.

### Национальный состав
| национальность | человек | %     |
| -------------- | ------- | ----- |
| русские        | 2 999   | 53,05 |
| якуты          | 1 463   | 25,88 |
| украинцы       | 318     | 5,63  |
| юкагиры        | 304     | 5,38  |
| эвены          | 269     | 4,76  |
| другие         | 300     | 5,3   |

## Муниципально-территориальное устройство
Верхнеколымский район (улус), в рамках организации местного самоуправления, включает 6 муниципальных образований, в том числе 1 городское поселение и 5 сельских поселений (наслегов), а также 1 межселенную территорию без статуса муниципального образования:
| №        | Муниципальное образование              | Административный центр | Количество населённых пунктов | Население (чел.) | Площадь (км²) |
| -------- | -------------------------------------- | ---------------------- | ----------------------------- | ---------------- | ------------- |
| 1        | посёлок Зырянка                        | пгт Зырянка            | 1                             | ↘2455            | 2866,24       |
| 2        | Арылахский наслег                      | село Усун-Кюёль        | 1                             | ↗414             | 29 762,51     |
| 3        | Верхнеколымский наслег                 | село Верхнеколымск     | 1                             | ↘335             | 6588,58       |
| 4        | Нелемнский юкагирский наслег           | село Нелемное          | 1                             | ↘230             | 18 593,80     |
| 5        | Угольнинский наслег                    | село Угольное          | 1                             | ↘208             | 2223,02       |
| 6        | Утаинский эвенский национальный наслег | село Утая              | 1                             | ↗117             | 7740,02       |
| 6.000001 | межселенная территория                 |                        | 0                             | 0                |               |

### Населённые пункты
В Верхнеколымском районе 6 населённых пунктов.
| № | Населённый пункт | Тип  | Население | Муниципальное образование              |
| - | ---------------- | ---- | --------- | -------------------------------------- |
| 1 | Верхнеколымск    | село | ↘335      | Верхнеколымский наслег                 |
| 2 | Зырянка          | пгт  | ↘2455     | посёлок Зырянка                        |
| 3 | Нелемное         | село | ↘230      | Нелемнский юкагирский наслег           |
| 4 | Угольное         | село | ↘208      | Угольнинский наслег                    |
| 5 | Усун-Кюёль       | село | ↗414      | Арылахский наслег                      |
| 6 | Утая             | село | ↗117      | Утаинский эвенский национальный наслег |

Якутское село (ранее юкагирское) Верхнеколымск, старейшее поселение Верхнеколымского района, основано в 1647 году.
Упразднённые населённые пункты:
- 1998 год — поселки Мангазейка, Тала-Кюель Арылахского наслега; Оттур-Кюель Верхнеколымского наслега; 56-й километр Угольнинского наслега[26].

## Экономика
Район располагает месторождениями золота, каменного угля, камнесамоцветного сырья (агаты, сердолики) и других полезных ископаемых. Пристань на р. Колыма — Зырянка. Верхнеколымский район относится к промышленным районам. Добыча угля, являясь ведущей бюджетообразующей отраслью промышленности, играет исключительную роль в развитии экономики района. К услугам населения учреждения культуры, здравоохранения и торговли.

### Промышленность
В районе добывают в основном уголь и золото, имеются предприятия по ремонту транспортной техники, местная промышленность.

### Сельское хозяйство
Сельское хозяйство представлено скотоводством, мясным табунным коневодством, оленеводством. Земли сельскохозяйственного назначения составляют 8,4 тыс. га. В районе имеются крестьянские хозяйства; развито скотоводство, мясное табунное коневодство, оленеводство, пушной промысел.